# Broc
Broc (francouzská výslovnost: [bʀɔ:]) je obec v okrese Gruyère v kantonu Fribourg ve Švýcarsku. Žije zde přibližně 2 700 obyvatel.

## Geografie

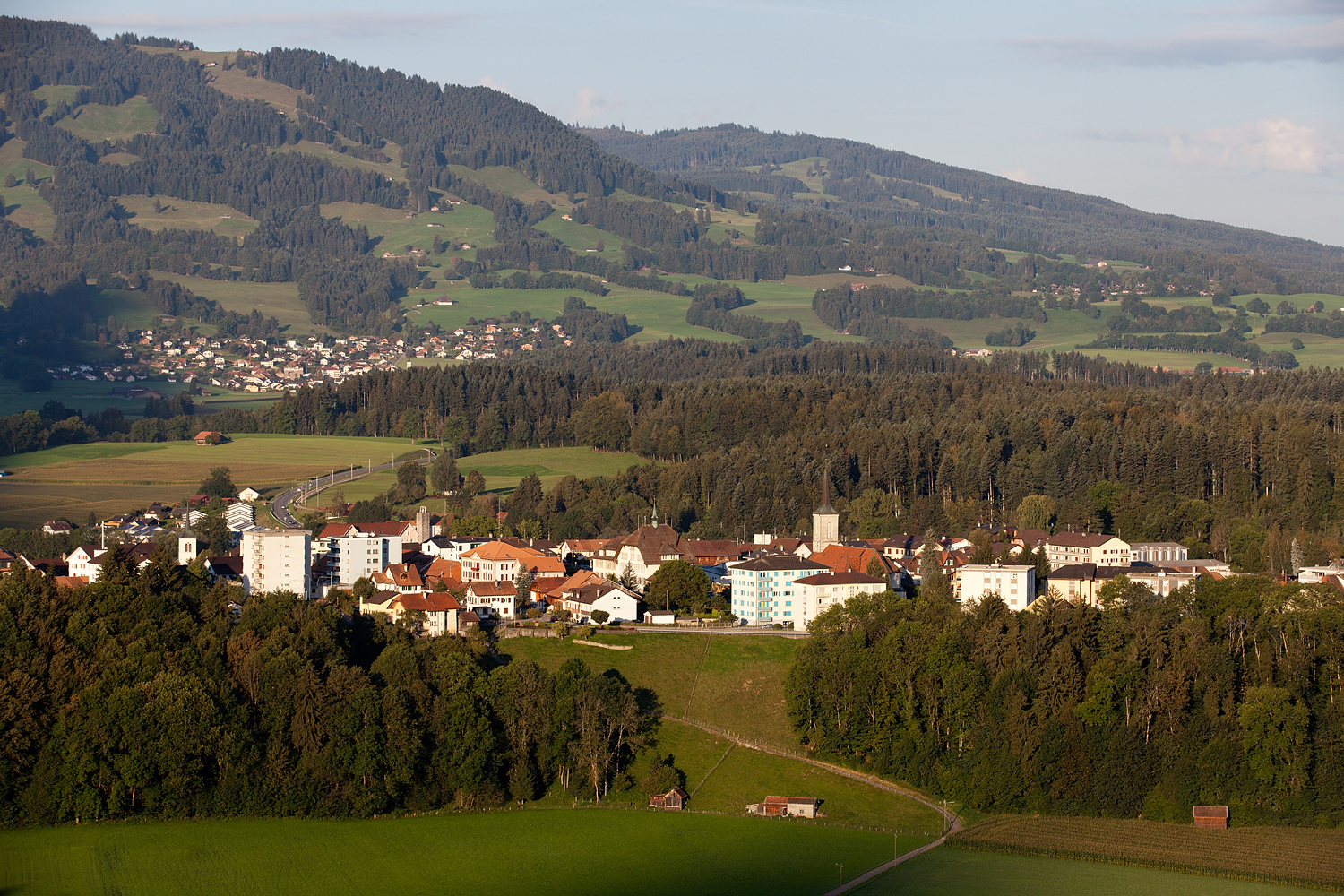
Celkový pohled na obec

Broc leží v nadmořské výšce 718 m, vzdušnou čarou 3,5 km východo-jihovýchodně od okresního města Bulle. Obec se rozkládá na vysoké terase mezi toky řek Sána na západě a Jogne na východě, jižně od jezera Lac de la Gruyère, na severním okraji Alp.
Území obce o rozloze 10,1 km² pokrývá část předalpské oblasti v regionu Gruyère. Západní hranici tvoří řeka Sána. Odtud se území obce rozprostírá východním směrem přes ploché dno údolí a štěrkovou terasu Broc do údolí Jogne. Ta protéká mezi vodní nádrží Lac de Montsalvens (jejíž malá část patří obci) a městem Broc hluboce zaříznutou skalnatou soutěskou (Gorges de la Jogne). Na jih od tohoto údolí se svah pokrytý pastvinami a lesy strmě zvedá k vrcholu Dent de Broc, který je s 1829 m n. m. nejvyšším bodem obce. Jižní hranice obce vede po skalnatém hřebeni Dent de Broc, který se táhne od Sány až do údolí Motélon. Na dalekém severozápadě zasahuje území až k ústí řeky Sány do jezera Gruyère a do olšového lomového lesa v oblasti ústí řeky. V roce 1997 bylo 9 % rozlohy obce pokryto zastavěnou plochou, 43 % lesy a lesními porosty, 43 % zemědělstvím a něco málo přes 5 % neproduktivní půdou.
Součástí Broc je průmyslová část Broc-Fabrique (685 m n. m.) na říčce Jogne a několik samostatných zemědělských podniků na severním svahu Dent de Broc. Sousedními obcemi Broc jsou Bulle, Morlon, Botterens, Châtel-sur-Montsalvens, Crésuz, Val-de-Charmey a Gruyères.

## Historie

Letecký pohled (1949)

V obci Broc byly nalezeny stopy osídlení ze střední doby bronzové a pohřebiště z období La Tène. První písemná zmínka o obci pochází z roku 1115 pod názvy Broyc a Broch, název Broz se dochoval z roku 1285. Název místa pochází ze starofrancouzského slova broc, které znamená „skalnatý ostroh, skalnatý hřeben“.
Od 12. století patřil Broc stejnojmennému šlechtickému rodu, který vymřel v polovině 14. století a byl pravděpodobně vedlejší linií hrabat z Gruyères. Poté se vesnice dostala do držení Montsalvens, léna hrabství Gruyères. Již ve 13. století bylo poblíž Sány založeno benediktinské převorství, které původně patřilo klášteru v Lutry a v roce 1577 přešlo do vlastnictví kapituly svatého Mikuláše ve Fribourgu.
Broc připadl Fribourgu v roce 1555 spolu s kastelánstvím Montsalvens a byl začleněn do panství Gruyères. Po pádu Staré švýcarské konfederace (1798) patřila obec v období Helvétské republiky k prefektuře Gruyères a od roku 1848 k okresu Gruyère. V roce 1890 padla řada domů za oběť požáru.

## Obyvatelstvo
| Rok            | 1850 | 1870 | 1900 | 1910 | 1920 | 1930 | 1950 | 1960 | 1970 | 1980 | 1990 | 2000 |
| Počet obyvatel | 406  | 435  | 628  | 1708 | 2163 | 1784 | 1552 | 1653 | 1842 | 1773 | 2039 | 2068 |

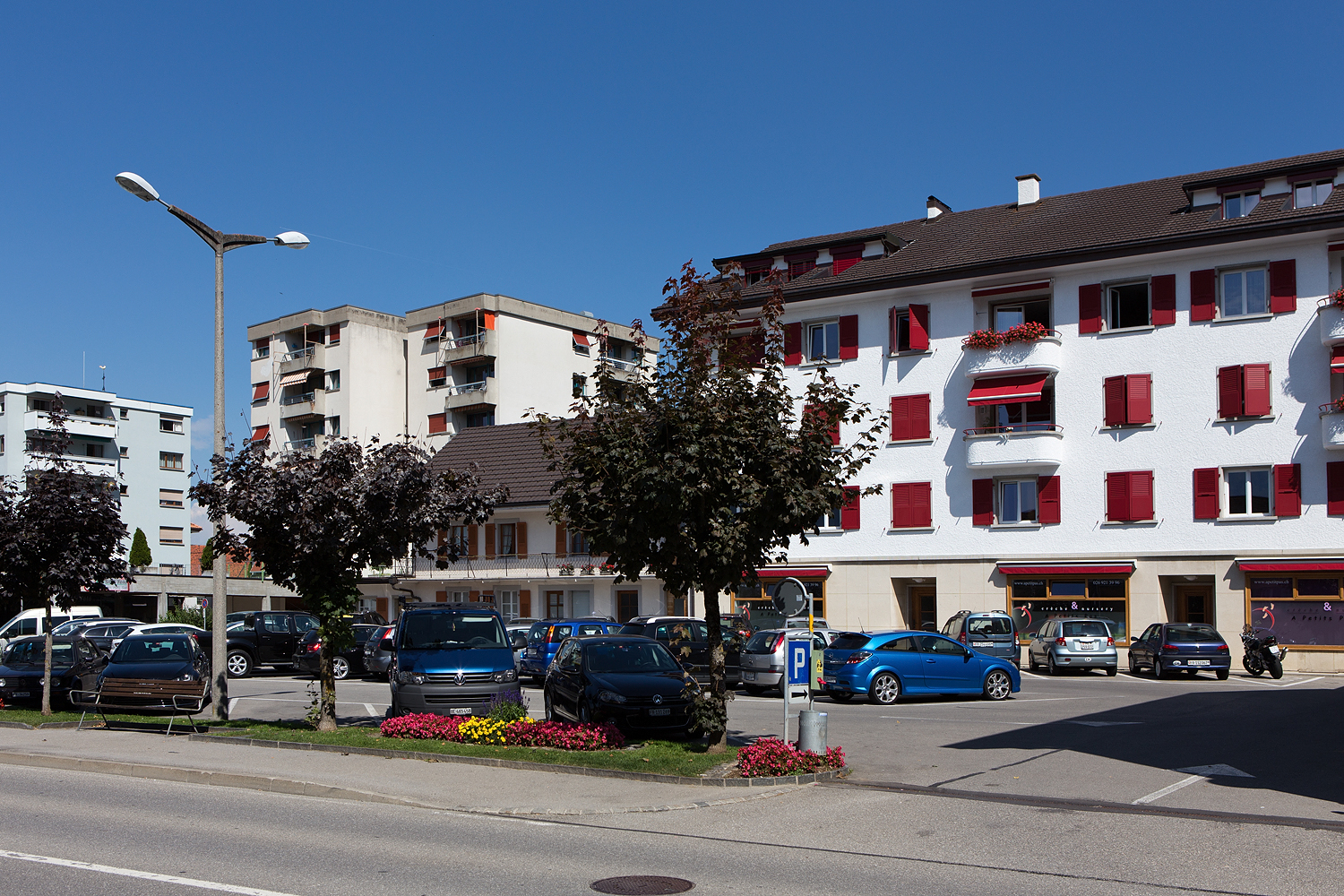
Centrum obce

Z celkového počtu obyvatel je 88,3 % francouzsky mluvících, 2,9 % portugalsky mluvících a 2,6 % německy mluvících (údaj z roku 2000). V roce 1850 žilo v Broc 406 obyvatel a v roce 1900 628 obyvatel. Během deseti let se pak počet obyvatel zvýšil o více než 1000 (1708 obyvatel v roce 1910) a v roce 1920 dosáhl nejvyššího počtu 2163 obyvatel. Po poklesu o téměř 30 % na 1552 obyvatel v roce 1950 počet obyvatel od té doby stále roste.

## Hospodářství

Čokoládovna Broc (1940)

Až do konce 19. století bylo Broc především zemědělskou obcí. Důležitou roli hrálo také tkalcovství slámy, které však koncem 19. století prudce upadalo. Založení čokoládovny Cailler v roce 1898 ukončilo v obci nezaměstnanost. Továrna se rychle stala nejvýznamnějším zaměstnavatelem v regionu, což se projevilo prudkým nárůstem počtu obyvatel Broc v prvním desetiletí 20. století. V roce 1930 bylo v továrně Cailler zaměstnáno téměř 1800 dělníků.
V 21. století je v Brocu stále ještě přibližně 900 pracovních míst. Se 3 % pracovní síly zaměstnané v primárním sektoru hraje zemědělství ve struktuře zaměstnanosti obyvatelstva jen malou roli. Přibližně 62 % pracovní síly je zaměstnáno v průmyslovém sektoru, zatímco v sektoru služeb pracuje 35 % pracovní síly (stav v roce 2001).
Zemědělství je zaměřeno na chov dobytka a chov dojnic. Kromě čokoládovny, která nyní patří společnosti Nestlé, patří mezi další významné průmyslové podniky továrna na vstřikování plastů, dvě továrny na nábytek, truhlárna, elektrárna a stavební a dopravní podniky. V roce 2013 navštívilo Maison Cailler 368 000 návštěvníků z celého světa.
V posledních desetiletích se obec rozvinula v rezidenční obec. Mnoho zaměstnanců proto dojíždí za prací do oblasti měst Bulle nebo Fribourg.

## Doprava

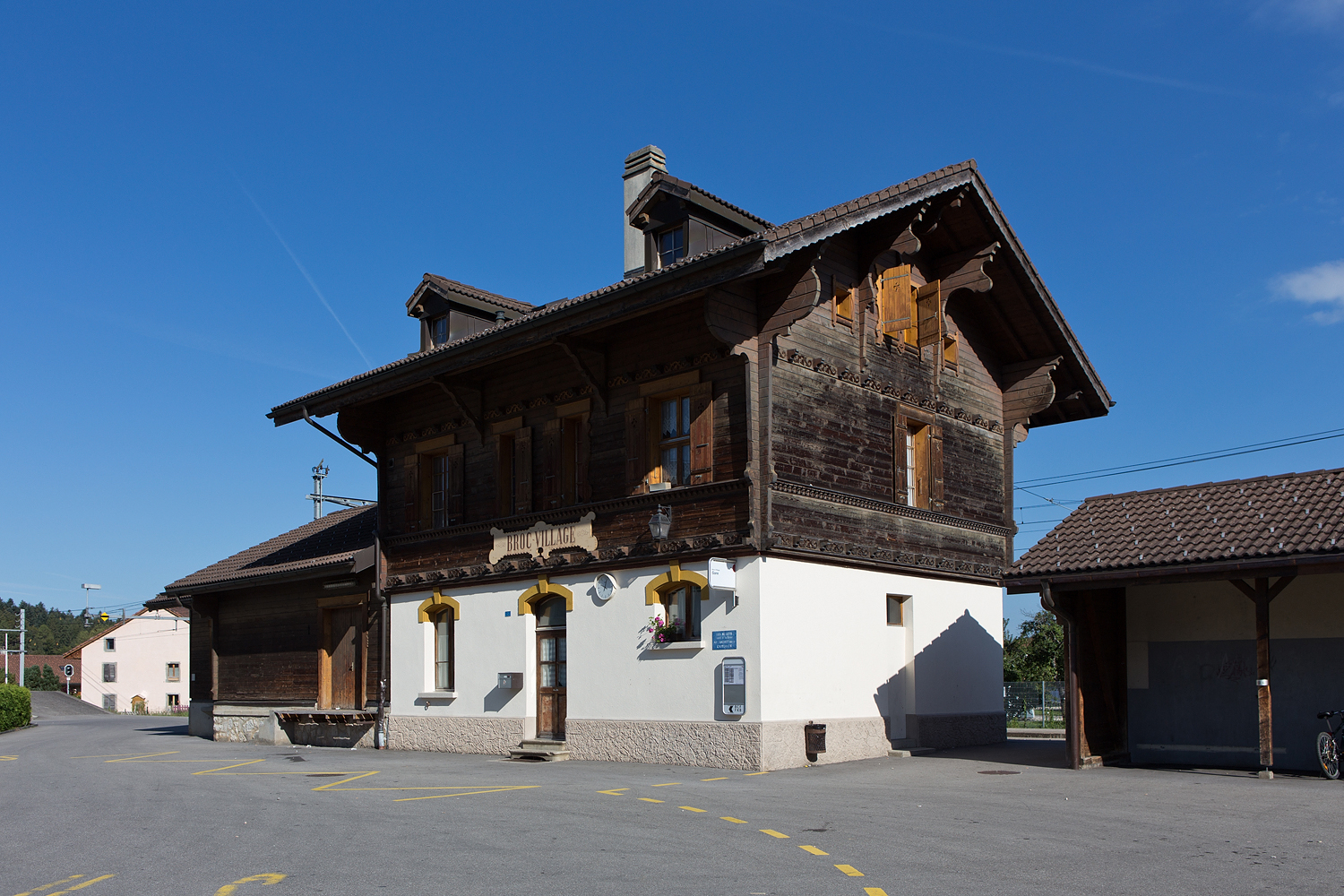
Železniční stanice Broc

Obec má dobré dopravní spojení. Leží na hlavní silnici z Bulle přes průsmyk Jaunpass do Boltigenu. Z ní odbočuje u Brocu spojovací silnice, která vede východně od jezera Gruyère do Fribourgu. Dne 24. června 1912 byla zprovozněna železniční trať z nádraží Bulle do Brocu (pro přístup do továrního areálu). Autobusové linky společnosti Transports publics fribourgeois z Bulle do Boltigenu a Corbières, které jezdí přes Broc, zajišťují doplňkové spoje veřejné dopravy.

## Osobnosti
- Gjon's Tears (* 1998), písničkář